# Joan A. Steitz

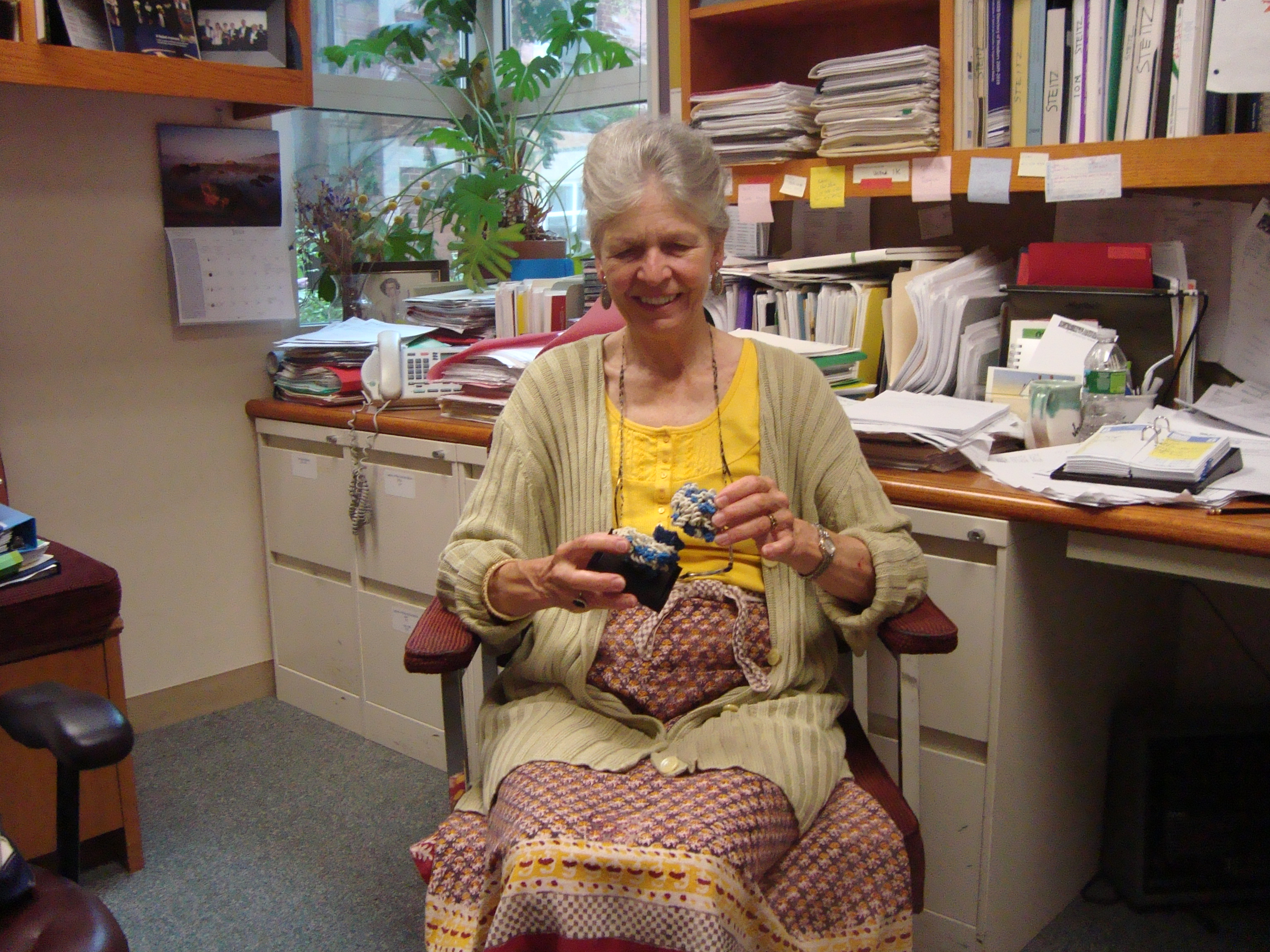
Joan A. Steitz, 2010

Joan Elaine Argetsinger Steitz (* 26. Januar 1941 in Minneapolis, Minnesota) ist eine US-amerikanische Biochemikerin und Professorin an der Yale University in New Haven, Connecticut.

## Leben
Joan Steitz erwarb 1963 am Antioch College in Yellow Springs, Ohio, einen Bachelor in Chemie und 1967 einen Ph.D. in Biochemie und Molekulare Biologie an der Harvard University in Cambridge, Massachusetts. Sie arbeitete als Postdoktorand bei der National Science Foundation in Arlington County, Virginia und dem Medical Research Council Laboratory of Molecular Biology in Cambridge im Vereinigten Königreich. Von 1970 bis 1978 war sie Juniorprofessorin (1970 Assistant Professor, 1974 Associate Professor) und seit 1978 ordentliche Professorin für Molekulare Biophysik und Biochemie an der Yale University in New Haven, Connecticut – unterbrochen von Auslandsaufenthalten am Medical Research Council Laboratory of Molecular Biology und dem Max-Planck-Institut für biophysikalische Chemie in Göttingen, Deutschland und einem Forschungsaufenthalt am California Institute of Technology (Caltech) in Pasadena, Kalifornien. Zusätzlich forscht sie seit 1986 für das Howard Hughes Medical Institute (HHMI).
Joan A. Steitz war mit Thomas A. Steitz († 2018) verheiratet, der 2009 den Nobelpreis für Chemie erhielt. Das Paar hat einen Sohn.

## Wirken
Steitz leistete Pionierarbeit auf dem Gebiet der RNA-Forschung. Sie entdeckte die snRNP-Komplexe und ihre Funktion im Zusammenhang mit der Entfernung nicht-codierender Abschnitte der prä-mRNA und dem Zusammenfügen codierender Abschnitte (Splicing). Außerdem entdeckte sie das Spliceosom und konnte zeigen, wie ribosomale RNA die Translation der mRNA initiiert, und dass snoRNA innerhalb der Introns codiert werden und eine wichtige Rolle bei der Modifizierung verschiedener RNA-Moleküle spielen. Neuere Arbeiten befassen sich mit der Wirkung regulatorischer RNA verschiedener Viren auf genetisches Material der Wirtszelle.
Laut Datenbank Scopus hat Steitz einen h-Index von 104 (Stand August 2025).

## Auszeichnungen (Auswahl)
- 1975 The Passano Foundation Young Scientist Award[5]
- 1976 Eli Lilly Award in Biological Chemistry[6]
- 1982 Mitgliedschaft in der American Academy of Arts and Sciences[7]
- 1982 National Academy of Sciences Award in Molecular Biology
- 1983 Mitgliedschaft in der National Academy of Sciences
- 1986 National Medal of Science[8]
- 1988 Dickson Prize in Science[9]
- 1992 Mitgliedschaft in der American Philosophical Society
- 1992 Keith R. Porter Lecture
- 1994 Weizmann Women in Science Award
- 1998 Sterling Professor der Yale University
- 2000 Max-Delbrück-Medaille[10]
- 2001 UNESCO-L’Oréal-Preis For Women in Science[11]
- 2002 Rosenstiel Award[12]
- 2002 Auswärtiges Mitglied der Academia Europaea[13]
- 2004 Howard Taylor Ricketts Award
- 2005 E. B. Wilson Medal
- 2006 Gairdner Foundation International Award[14]
- 2008 Albany Medical Center Prize[15]
- 2011 Pasarow Award
- 2012 Pearl Meister Greengard Prize
- 2013 Grande médaille de l’Académie des sciences
- 2014 Auswärtiges Mitglied der Royal Society[2]
- 2018 Lasker~Koshland Special Achievement Award in Medical Science
- 2021 Wolf-Preis in Medizin
- 2021 Warren Alpert Foundation Prize